# Historia LGBT en Serbia
La homosexualidad en Serbia fue criminalizada por primera vez desde 1860 a través de varios regímenes, hasta que fue despenalizada por primera vez en la Provincia Autónoma Socialista de Voivodina en 1977. Cuando Voivodina se reintrodujo completamente en el sistema legal de la República de Serbia durante la ruptura de Yugoslavia, se volvió a criminalizar hasta 1994, cuando fue despenalizada en toda Serbia.

## Serbia revolucionaria (1804-1813)
Aunque existían leyes religiosas que prohibían tanto el amor como las relaciones entre personas del mismo sexo, las expresiones eran comunes tanto en la sociedad cristiana ortodoxa como en la islámica. La principal expresión del amor entre personas del mismo sexo para los cristianos ortodoxos eran las uniones de hermandad conocidas como "Pobratimstvo" (adelfopoiesis). El siglo XIX vio una época de relativa agitación para Serbia, con períodos esporádicos de estabilidad. En 1804, Serbia obtuvo su autonomía del Imperio Otomano tras dos levantamientos. El Código Penal de Karađorđe (Карађорђев криминални законик) fue promulgado posteriormente por el Consejo Jurisprudencial de Serbia (Praviteljstvujušči sovjet serbski) en algún momento a fines de la primavera o principios del verano de 1807, y permaneció en vigor hasta el 7 de octubre de 1813, cuando el Imperio Otomano retomó el control de Serbia. El Código sancionó ciertas cuestiones relacionadas con la vida conyugal y la sexualidad (como el matrimonio forzado, la violación, la separación/divorcio sin la aprobación de un tribunal clerical y el infanticidio). Sin embargo, no mencionó la actividad sexual entre personas del mismo sexo; y así la homosexualidad se convirtió en legal por un período de seis años.

## Principado de Serbia (1815-1882)
En 1858, el Imperio Otomano, del cual Serbia era nominalmente vasallo, legalizó las relaciones sexuales entre personas del mismo sexo.
Sin embargo, las reformas progresistas introducidas por el príncipe Alejandro Karađorđević y el príncipe Mihailo fueron anuladas cuando Miloš Obrenović volvió al poder. En el primer Código Penal posmedieval del Principado de Serbia, denominado "Kaznitelni zakon" ("Ley de sanciones"), adoptado en 1860, las relaciones sexuales "contra natura" entre hombres se castigaron con 6 meses a 4 años de prisión. Como en los documentos legales de muchos otros países de la época, la sexualidad lesbiana fue ignorada y no mencionada.

## Yugoslavia

### Reino de Yugoslavia (1918-1941)
En 1937, el diario Politika, con sede en Belgrado, publicó noticias sobre un joven de Serbia Central que llegó a Belgrado con sus hermanos para cambiar de sexo.

### Guerra de Liberación Nacional (1941-1945)
Hay fuentes sobre partisanos yugoslavos homosexuales durante la Segunda Guerra Mundial en Yugoslavia. Milovan Đilas en sus memorias de guerra cuenta la historia de Sandžak, donde un soldado musulmán fue expuesto como homosexual por otros soldados y el secretario regional. El secretario regional en duda le pregunta a Đilas si debería "ejecutar a este monstruo", mientras que Đilas sigue dudando y admite que en ese momento no conocía la práctica del Partido Comunista de Yugoslavia ni Marx y Lenin dijeron nada sobre tales asuntos. Al final bajo el sentido común concluyó que “de tales vicios sufren los proletarios, y no sólo los burgueses decadentes” pero que no puede tener funciones ni ser miembro del partido. Đilas dice que solo más tarde supo "que ese homosexual, que en apariencia era pura virilidad, era muy valiente y valientemente cayó en la batalla".

## RFS de Yugoslavia (1945-1992)
Posteriormente, la República Federativa Socialista de Yugoslavia restringió el delito en 1959 para que solo se aplicara a las relaciones sexuales anales homosexuales, pero con la pena máxima reducida de 2 a 1 año de prisión.
En 1990 en el Hotel Moskva en Belgrado, que era un lugar popular de reunión de homosexuales en la década de 1970, un grupo de gais y lesbianas encabezados por Dejan Nebrigić y Lepa Mlađenović comenzó a organizar reuniones y en enero de 1991 fundaron la organización Arkadija.

## SigloXXI
La primera marcha del orgullo en Belgrado tuvo lugar en 2001. A medida que la marcha avanzaba en Belgrado, se detuvo cuando los manifestantes y la policía se enfrentaron entre sí. En los años 2009, 2011, 2012 y 2013, la comunidad LGBT de Serbia programó una marcha del orgullo gay que recibió el tratamiento de ser prohibida cada año por las autoridades del país.
En 2008, la Sociedad Médica de Serbia determinó que ser LGBT no era una enfermedad, siendo miembro de la "Organización Mundial de la Salud", difiriendo de sus opiniones. En 2009, GayEcho declaró a Jelena Karleuša icono gay en Serbia.
En 2010, se intentó realizar nuevamente la marcha del orgullo. Resultados similares a la primera marcha, esta fue visitada por miles de personas, como aficionados al fútbol y miembros de organizaciones de "derecha". Estos individuos causaron destrucción, como arrojar misiles, piedras e incendiar automóviles. El caos destruyó la caminata y también hirió a los policías. Esta marcha fue eclipsada por 6500 manifestantes. La marcha del orgullo gay fue prohibida en 2011, lo que llevó a los miembros de la comunidad gay a creer que este acto era una señal de apoyo a la violencia hacia los homosexuales. Los miembros de la comunidad LGBT serbia temían por sus vidas debido a la severa crueldad de las personas con mentalidad homofóbica. Los riesgos de violencia continuaron siendo altos en Serbia contra la comunidad LGBT.
Boris Melicevic era un líder abiertamente gay de Serbia que se convirtió en parte de un partido político en diciembre de 2010. En 2010, Serbia aprobó la "ley contra la discriminación", que protegía a los serbios LGBT de ser tratados de manera desigual. Más de la mitad de los serbios dicen que están en contra de la violencia y la discriminación contra los homosexuales, sin embargo, aproximadamente dos tercios del país creían que identificarse como homosexual era una enfermedad.
En mayo de 2014, Amnistía Internacional identificó a Serbia como uno de los países donde existe una marcada falta de voluntad para abordar la homofobia y la transfobia, y señaló que las autoridades públicas habían prohibido en repetidas ocasiones las marchas del orgullo sobre la base de amenazas violentas de grupos homófobos. Un desfile del orgullo tuvo lugar con éxito en septiembre de 2014 en Belgrado.
En 2016, la asociación ILGA-Europa clasificó a Serbia en el puesto 28 en términos de derechos LGBT de 49 países europeos observados.
En junio de 2017, Ana Brnabić se convirtió en primera ministra de Serbia, como la primera mujer y la primera persona abiertamente gay en ocupar el cargo, y la segunda jefa de gobierno LGBT en general (después de Jóhanna Sigurðardóttir de Islandia). También fue la primera primera ministra serbia en asistir a un desfile del orgullo.